# Інформатизація
- інформатизацію процесів ефективного природокористування та охорони довкілля.

## Інформаційні системи
Інформаційна система — це організаційно упорядкована сукупність документів, масивів документів і інформаційних технологій із використанням засобів обчислювальної техніки і зв'язку, що реалізують інформаційні процеси.[джерело?]
Інформаційно-пошукова система (ІПС) являє собою програмне рішення пошуку інформації, яка збережена в комп'ютерній системі, її подальшої обробки та використання. ІПС включає в себе:
1. базу даних;
2. засоби пошуку інформації за сформованим користувачем запитом;
3. засоби, які забезпечують можливість видалення, зміни і доповнення вхідних даних в базу даних. ІПС складають великий клас програмних систем. В нього входять продукти, однакові за принципами роботи, але відмінні за наповненням бази даних. З них найбільш розповсюджені так звані правові ІПС, які містять різноманітну інформацію з галузі права.

Інформаційна система нормативних документів – це інформаційна система в предметній області внутрішніх і зовнішніх нормативних актів.
Інформаційна юридична система — це інформаційна система в предметній області юриспруденції.

## Засоби інформатизації
- Комп'ютери;
- програмне, математичне, лінгвістичне та інше забезпечення;
- інформаційні системи або їх окремі елементи;
- комунікаційні мережі, що використовуються для реалізації інформаційних технологій.

## Правова інформатизація в Україні
Наприкінці XX століття інформатизація стала важливою галуззю економіки розвинених країн і визначальною сферою суспільного життя, оскільки дає змогу заощаджувати основні види ресурсів, забезпечувати ефективне адміністративне і господарське управління та знижувати соціальну напруженість. Із цього погляду інформатизація стає важливою функцією держави, фактором забезпечення її безпеки та суверенітету.
Нормативно-правове та нормативно-технічне забезпечення процесу інформатизації в Україні почалося після ухвалення 1998 року Законів України «Про Національну програму інформатизації», «Про Концепцію Національної програми інформатизації» та «Про затвердження Завдань Національної програми інформатизації на 1998—2000 роки». Окрім цього, було ухвалено низку інших нормативних актів Кабінету Міністрів України та Указів Президента України.
Закон України «Про інформацію» визначає (а деякі статті Конституції України посилюють) основні принципи державної політики в галузі інформатизації:
- інформаційна свобода — «Кожен має право вільно збирати, зберігати, використовувати і поширювати інформацію усно, письмово або в інший спосіб — на свій вибір» (ст. 34 Конституції України);
- невтручання в особисте життя — «Не допускається збирання, зберігання, використання та поширення конфіденційної інформації про особу без її згоди…» (ст. 32 Конституції України);
- відкритість і доступність інформації — «Кожний громадянин має право знайомитися в органах державної влади, органах місцевого самоврядування, установах і організаціях з відомостями про себе…» (ст. 32 Конституції України), «Закони та інші нормативно-правові акти, що визначають права і обов'язки громадян, мають бути доведені до відома населення…» (ст. 57 Конституції України);
- інформаційна безпека — обмеження інформаційної свободи, відкритості й доступності інформації, режим використання персональних даних в інтересах національної безпеки, економічної доцільності й захисту прав інших людей (статті 32, 34 Конституції України);
- право власності на інформаційні ресурси та підтримка різних форм власності;
- відповідальність власників інформаційних ресурсів за якість інформації та порушення під час роботи з інформацією;
- роль держави у формуванні й реалізації політики інформатизації та інформаційної безпеки;
- гармонізація українського інформаційного законодавства із законодавством інших країн.

Згідно з відповідною Національною програмою основні напрями інформатизації в Україні такі:
- розроблення політики та організаційно-правове забезпечення інформатизації;
- формування національної інфраструктури інформатизації;
- інформатизація стратегічних напрямів розвитку державності, безпеки та оборони;
- інформатизація процесів соціально-економічного розвитку;
- інформатизація пріоритетних галузей економіки;
- інформатизація фінансової та грошової системи, державного фінансово-економічного контролю;
- інформатизація соціальної сфери;
- інформатизація в галузі екології та використання природних ресурсів;
- інформатизація науки, освіти і культури;
- міжнародне співробітництво.

Національна програма інформатизації передбачає виконання низки галузевих і регіональних програм та проектів. Зокрема, планується створювати й розвивати інформаційно-аналітичні, обчислювальні та автоматизовані системи, центри й мережі у правовій сфері.
Процес створення оптимальних умов щонайповнішого задоволення інформаційно-правових потреб органів суду, прокуратури, юстиції, Міністерства внутрішніх справ та інших правоохоронних органів завдяки ефективній організації та використанню інформаційних ресурсів визначається як правова інформатизація. Часто це поняття охоплює також процес створення всіх необхідних умов для забезпечення правовою інформацією органів влади, організацій, суб'єктів господарської діяльності та громадян.
Отже, правова інформатизація — це інформатизація правотворчої та правореалізаційної діяльності, а також правове забезпечення процесів інформатизації.